# Estación Chazón (Mitre)
Chazón es una estación ferroviaria ubicada en la localidad del mismo nombre, Departamento General San Martín, Provincia de Córdoba, República Argentina.

## Servicios
La estación corresponde al Ferrocarril General Bartolomé Mitre de la red ferroviaria argentina. Se encuentra concesionada a la empresa de cargas Nuevo Central Argentino.